# Louis Jean Pierre Marie Gilbert de Montcalm-Gozon
Louis Jean Pierre Marie Gilbert, comte de Montcalm-Gozon est un officier général français né le 10 octobre 1738 au château de Candiac et mort le 27 janvier 1815 à Montpellier.

## Biographie
Frère de Jean-Paul François Joseph de Montcalm-Gozon, il suivit le parti des armes et devint maréchal de camp avant la Révolution. 
Le 26 mars 1789, Montcalm est élu député aux États généraux de 1789 par la sénéchaussée de Carcassonne, se montra opposé à toute réforme, siégea dans le comité des pensions et signa les protestations des 11 et 15 septembre 1791 contre les actes de l'Assemblée constituante.
Il resta en retrait de la vie publique jusqu'à la première Restauration.
Il fut nommé lieutenant général le 23 août 1814.

## Descendance
Il est le père de Louis Hippolyte de Montcalm-Gozon, député de l'Hérault sous la Restauration.